# Aredhel Ar-Feiniel
Aredhel Ar-Feiniel je izmišljen lik iz Tolkienove mitologije, serije knjig o Srednjem svetu britanskega pisatelja J. R. R. Tolkiena.
Bila je siva vilinka in je veljala za eno najplemenitejših oseb v noldorskem rodu. Kot hči Fingolfina in Anarië je imela dva brata - Fingona in Turgona. S Turgonom je živela v Gondolinu, vse dokler je ni ugrabil Eöl in jo vzel za ženo. Rodila mu je sina Maeglina, s katerim sta, ko je bil odrasel, zbežala nazaj v Gondolin. Eöl ju je zasledoval in tudi dohitel; ko je streljal na sina z zastrupljeno puščico, je le-to prestregla Aredhel in umrla zaradi zastrupitve.

## Družinsko drevo
```
       
Finwë
 = 
Indis

             |
    --------------------------
    |                        |

Fingolfin
 = 
Anairë
       
Finarfin

          |
      ------------------------------------------------
      |              |                |              |
    
Fingon
        
Turgon
           
Aredhel
 = 
Eöl
   
Argon

                     |                     |
                   
Idril
 = 
Tuor
           
Maeglin

                         |
                      
Eärendil
```

## Pomen imena in drugi nazivi
Njeno ime v kvenji se glasi Irissë. Polno ime Aredhel Ar-Feiniel je v bistvu sestavljeno iz dveh imen: (1) Aredhel pomeni 'plemenita vila' in (2) Ar-Feiniel je 'plemenita bela gospa'. Ko je Christopher Tolkien pripravljal za objavo delo Silmarillion, ni mogel odkriti, katero izmed dveh prej naštetih imen je bilo predvideno kot končno ime; zato je združil oba naziva v eno ime: Aredhel Ar-Feiniel. Pozneje je v History of Middle-earth to potezo označil kot zgrešeno.
Aredhel je imela še dva druga naziva: Bela Gospa Noldorska in Bela Gospa Gondolinska. 